# Rivière Trudelle
Rivière Trudelle är ett vattendrag i Kanada.   Det ligger i provinsen Québec, i den sydöstra delen av landet, 500 km nordväst om huvudstaden Ottawa.
I omgivningarna runt Rivière Trudelle växer i huvudsak blandskog. Trakten runt Rivière Trudelle är nära nog obefolkad, med mindre än två invånare per kvadratkilometer.